# Kladruby (Tachov)
Kladruby é uma cidade checa localizada na região de Plzeň, distrito de Tachov.